# Tulva
Tulva — феміністичний журнал у Гельсінкі, Фінляндія, який виходить тричі на рік. Журнал виходить з 2002 року.

## Редактори
Теро Картастенпяя був одним із головних редакторів журналу, який видає Феміністична об'єднана асоціація. Він обіймав цю посаду з 2016 до кінця 2019 року. З 2020 року головною редакторкою є Ріікка Пеннанен.

## Нагороди
- Tulva є лауреатом премії журналу Quality Magazine 2006 року[6].